# Bombus ruderatus
Bombus ruderatus là một loài ong trong họ Apidae. Loài này được Fabricius miêu tả khoa học đầu tiên năm 1775.